# Бенедиктински манастир (Раковски)
Манастирът „Св. Бенедикт“ е действащ католически манастир в кв. Секирово на гр. Раковски. Манастирът се намира до църквата „Свети Архангел Михаил“.

## История
През 2006 г. сестрите-бенедиктинки откриват филиал на манастир „Сестри Бенедиктинки от Тутцинг“ в кв. Секирово към гр. Раковски. Това е вторият техен манастир в България. Първият манастир на сестрите бенедиктинки е в Царев Брод и е основан през 1924 г. но прекъсва своята работа след 9 септември 1944 г. Възстановява дейността си през 1992 г.